# Milhac de Nontronh
Milhac de Nontronh (en francès Milhac-de-Nontron) és un municipi francès situat al departament de la Dordonya i a la regió de la Nova Aquitània.

## Demografia
| 1962                                       | 1968 | 1975 | 1982 | 1990 | 1999 | 2007 |
| ------------------------------------------ | ---- | ---- | ---- | ---- | ---- | ---- |
| 800                                        | 740  | 702  | 636  | 573  | 611  | 602  |
| Des de 1962: població sense dobles comptes |      |      |      |      |      |      |

## Administració
| Període | Identitat       | Partit        |
| ------- | --------------- | ------------- |
| 1997-   | Francis Leblanc | Divers droite |